# チャドラーバリーン・ロドイダムバ
チャドラーバリーン・ロドイダムバ（モンゴル語:Чадраабалын Лодойдамба、ラテン文字表記:Chadraabalyn Lodoidamba、1917年 - 1970年）は、モンゴルゴビ・アルタイ県出身の小説家。日本語の表記によっては「チャドラーバリイン」や「ロドイダンバ」とも。妻は同国出身の芸術家Чимидийн Долгорсүрэнである。
牧畜民家庭の次男として生まれ、幼い頃から父親の影響でモンゴル民話に触れたことから小説家を志すようになる。
1945年に短篇小説『帽子をかぶった狼（Малгайтай чоно）』でデビューした。
1954年にモンゴル国立大学を卒業した。

## 主な著作
邦題は参考文献に記載のあるものとした。
- 1945年、短篇小説『帽子をかぶった狼（Малгайтай чоно）』
- 1947年、短篇小説『Мялзангийн цагаан өвгөн』
- 1949年、長編小説『アルタイにて（Алтайд）』
- 1952年、中編小説『私たちの学校（Манай сургуулийнхан）』
- 1956年、短篇小説『Өнгөрсөн үеийн баатрын өнөө үеийн явдал』
- 1968年、戯曲『Гарын таван хуруу』
- 1971年、長編小説『清きタミル川（Тунгалаг тамир）』 - 死後刊行
- 1977年、選集『Түүвэр зохиол』 - 死後刊行